# Ruairí Ó Murchú

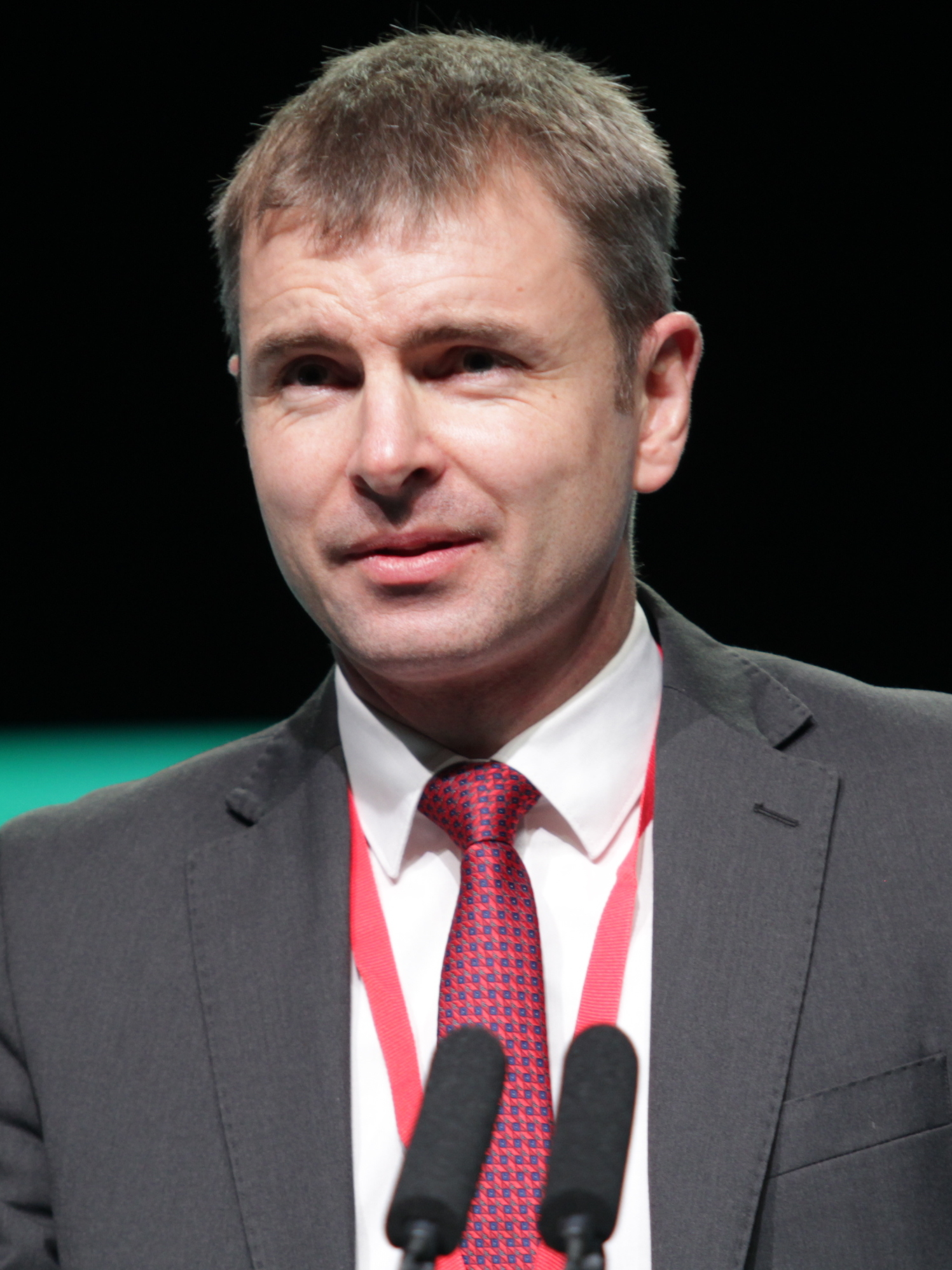
Ruairí Ó Murchú (2021)

Ruairí Ó Murchú (* 3. März 1978 in Dundalk, County Louth, Irland) ist ein irischer Politiker der Sinn Féin, der seit 2020 Abgeordnete im Dáil Éireann ist.

## Leben
Ó Murchú wuchs in Knockbridge auf und studierte an der Dublin City University Informatik sowie am privaten Griffith College Dublin. Er rückte 2017 in den Louth County Council nach und wurde 2019 gewählt. Bei den Wahlen zum Dáil Éireann 2020 gelang es ihm, für den Wahlkreis Louth in den Dáil Éireann einzuziehen. Diesen Sitz konnte er 2024 verteidigen.

## Privates
Ruairí Ó Murchú ist verheiratet, hat zwei Söhne und einen Stiefsohn.